# Différance
Différance é um termo francês cunhado por Jacques Derrida. É homófono à palavra francesa "différence". Faz um jogo com o fato de que a palavra francesa différer pode significar tanto "diferir" ("postergar"/"adiar", em termos diacrónicos, o que nos remete para uma temporalização, para atividade, para a fala, para o uso, para génese) quanto "diferenciar" (em termos saussurianos, onde os termos se determinam reciprocamente, não detendo um significado "em si" mas na relação diferencial que estabelecem com os demais, sincronicamente, o que nos remete para um espaçamento, para passividade, para língua, para esquema, para a estrutura).
Derrida usa, pela primeira vez, o termo différance no seu texto de 1963 "Cogito et histoire de la folie". Schultz e Fried, na sua vasta bibliografia do trabalho de Derrida, citam esta sentença como sendo onde o termo é apresentado pela primeira vez. O termo différance exerceu, mais tarde, um papel chave nas incursões derridianas na filosofia de Edmund Husserl em La Voix et le phénomène: Introduction au problème du signe dans la phénoménologie de Husserl (A voz e o fenômeno: introdução ao problema do signo na fenomenologia de Husserl). O termo foi elaborado em vários outros trabalhos, notadamente no seu ensaio "Différance" e em várias outras entrevistas reunidas em  Positions.
Em seu ensaio "Différance", Derrida indica que a différance acontece em um número de características heterogêneas que governam a produção de significado textual. A primeira (relativa ao adiamento) é a noção de que palavras e signos não podem nunca evocar exatamente o que eles significam, mas podem apenas ser definidos através de um apelo a palavras adicionais, das quais diferem. Assim, o significado é sempre adiado ou postergado, através de uma cadeia sem fim de significantes. A segunda (relativa à diferença, algumas vezes referida como espacement ou "espaçamento") diz respeito à força que diferencia elementos um do outro, e, ao fazer isto, engendra oposições binárias e hierarquias que sustentam o próprio significado.

## Ilustração dedifférance
Por exemplo: o significado da palavra "casa" deriva mais da sua função do que de sua diferenciação em relação a "cabana", "mansão", "hotel", "construção" etc. Não apenas as diferenças entre as palavras são importantes aqui, mas os diferenciais entre as imagens significadas são também cobertas pela différance. O adiamento vem à tona a partir do momento em que palavras que acompanham "casa" em qualquer expressão irão transformar o significado da palavra, algumas vezes dramaticamente.
Assim, o completo significado é sempre postergado numa linguagem; nunca há um momento em que o significado é completo e total. Um simples exemplo consistiria em procurar uma palavra dada em um dicionário, e depois prosseguir procurando as palavras encontradas naquela definição de palavras, num processo sem fim.
Como Roland Barthes descreve  no seu ensaio  "A morte do autor",  a linguagem é um relacionamento contido em si mesmo entre vários significantes. Um símbolo é definido pela sua relação com outros símbolos e estes outros símbolos serão diferentes do primeiro e entre si. Mas, então, o que são eles neles próprios? Onde está o significado elucidativo final desses símbolos?

## O erro de escrita
O "a" de différance é um erro de escrita deliberado, embora soe idêntico quando enunciado oralmente. Isto ressalta o fato de que sua forma escrita não é ouvida, e serve para subverter o tradicional privilégio do discurso sobre a escrita, assim como a distinção entre o sensível e o inteligível. A diferença articulada pelo a na différance não é perceptível aos sentidos sonoros "mas também não pode pertencer à inteligibilidade, à idealidade que não é fortuitamente associada com a objetividade ou com o entendimento." Isto porque a linguagem do entendimento já é apanhada em sensíveis metáforas ("teoria", por exemplo, em Grego, significa "ver").
Derrida apresentou esta palavra no curso de um argumento contra a fenomenologia de Husserl, que procurou uma análise rigorosa do papel da memória e percepção em nosso entendimento de itens sequenciais como música ou linguagem. A différance de Derrida sugere que, por causa de o estado mental do observador estar constantemente em um estado de fluxo e diferir de uma leitura para outra, uma teoria geral que descreva este fenômeno é inatingível.  